# Vielle-Saint-Girons
Vielle-Saint-Girons é uma comuna francesa na região administrativa da Nova Aquitânia, no departamento Landes. Estende-se por uma área de 71,58 km². Em 2010 a comuna tinha 1 395 habitantes (densidade: 19,5 hab./km²).